# Quiéry-la-Motte
Quiéry-la-Motte är en kommun i departementet Pas-de-Calais i regionen Hauts-de-France i norra Frankrike. Kommunen ligger i kantonen Vimy som tillhör arrondissementet Arras. År 2022 hade Quiéry-la-Motte 711 invånare.

## Befolkningsutveckling
Antalet invånare i kommunen Quiéry-la-Motte
| Referens: INSEE |